# Joinville (Alto Marne)
 Joinville es una población y comuna francesa, en la región de Gran Este, departamento de Alto Marne, en el distrito de Saint-Dizier y cantón de Joinville.

## Historia
En 1386 pasó a formar parte de la Casa de Lorena con Juan I. En 1544 fue tomada y saqueada por las tropas de Carlos I durante la guerra italiana, debido al apoyo de Claudio de Guisa a Francia. Feudo católico durante las guerras de religión, se firmó el Tratado de Joinville en 1584, siendo arrasada tres años después por las tropas protestantes comandadas por Enrique de la Tour d'Auvergne.

## Demografía
| 4015 | 4565 | 4774 | 4804 | 4755 | 4385 | 3886 |
| Para los censos de 1962 a 1999 la población legal corresponde a la población sin duplicidades (Fuente: INSEE [Consultar]) |      |      |      |      |      |      |